# 贾楠
贾楠（1958年8月—），女，汉族，北京人，中华人民共和国政治人物，曾任国家统计局副局长，现任中国民主同盟中央委员会常务委员。第十二、十三届全国政协委员。